# Józef Ziemian (piłkarz)

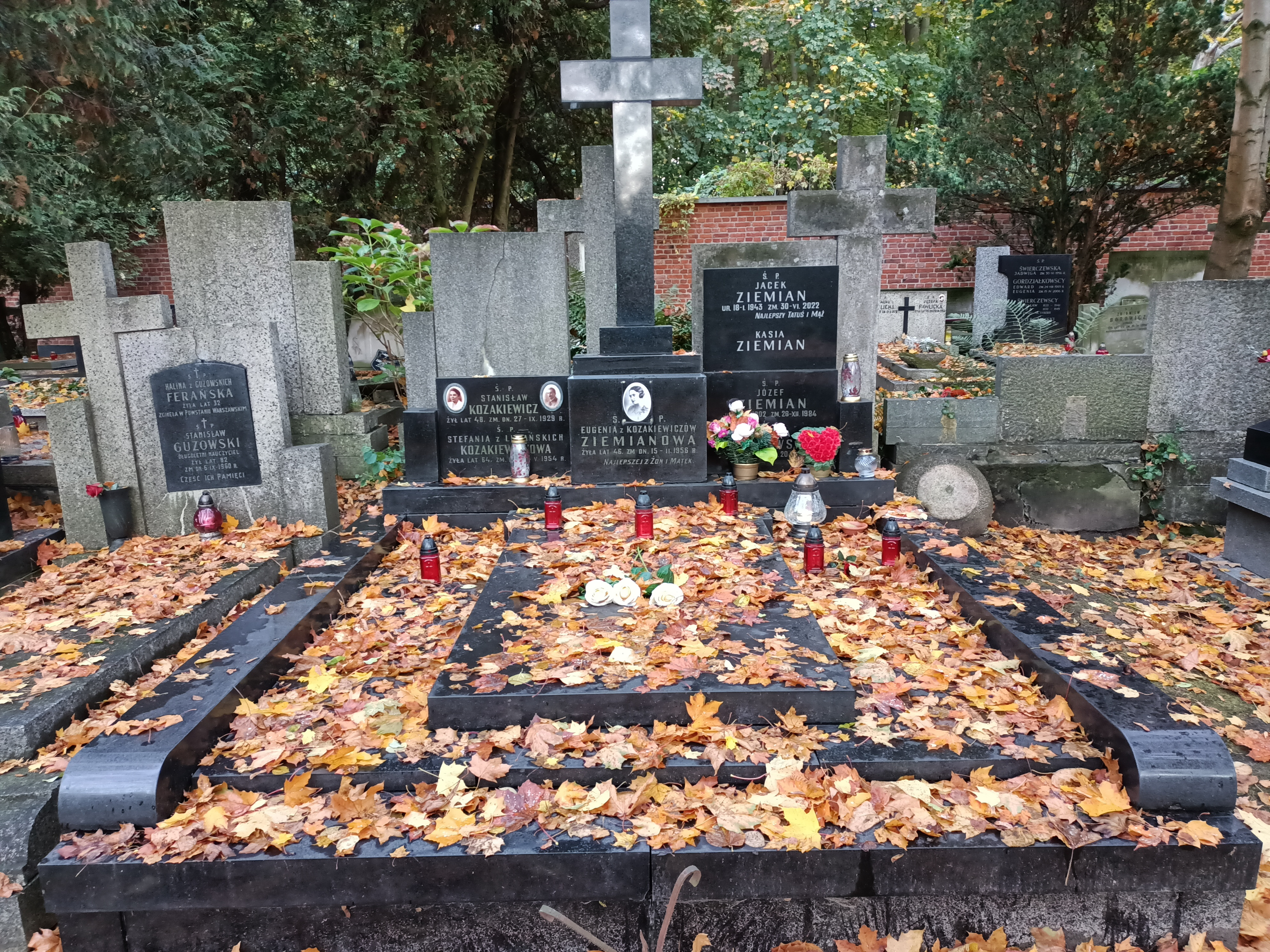
Grób Józefa Ziemiana na Cmentarzu Powązkowskim

Józef Ziemian (ur. 7 marca 1902 w Tarnowie, zm. 26 grudnia 1984 w Warszawie) – polski piłkarz występujący na pozycji obrońcy, a później trener.
Był wychowankiem Tarnovii Tarnów, której barwy reprezentował do 1922 i od 1924 do 1926. W 1927 podpisał kontrakt z Legią Warszawa, w której zadebiutował 2 października 1927 w spotkaniu przeciwko 1. FC Katowice. 27 listopada 1932 przeciwko ŁKS Łódź rozegrał swój ostatni mecz w barwach Legii. W 1934 został zawodnikiem Warszawianki i barwy tego klubu reprezentował do 1937, gdy zakończył karierę piłkarską.
Od 17 lutego do 5 lipca 1957 był - wspólnie z Henrykiem Reymanem i Feliksem Dyrdą - trenerem reprezentacji Polski. 
Jest pochowany na cmentarzu Powązkowskim (kwatera 216-6/1-16 i 17).